# Rataé
Rataé (en macédonien Ратае) est un village du nord-ouest de la Macédoine du Nord, situé dans la municipalité de Yégounovtsé. Le village comptait 411 habitants en 2002.

## Démographie
Lors du recensement de 2002, le village comptait :
- Macédoniens : 411